# Лазарь Парпеци
Ла́зарь Парпеци́ (около 441/443—510/515) — армянский историк V века, монах, написавший продолжение истории Фавстоса Бузанда по просьбе князя Вагана Мамиконяна.

## Биография
На основании биографических данных, которые Лазарь Парпеци оставил о себе в своем сочинении, известно, что он родился около 443 году в селении Парпи, в области Арагацотн. Предполагается, что он находился в родственных отношениях с нахарарскими родами Мамиконян, правителями областей Тайк и Тарон, а также Арцруни, правителями области Васпуракан.

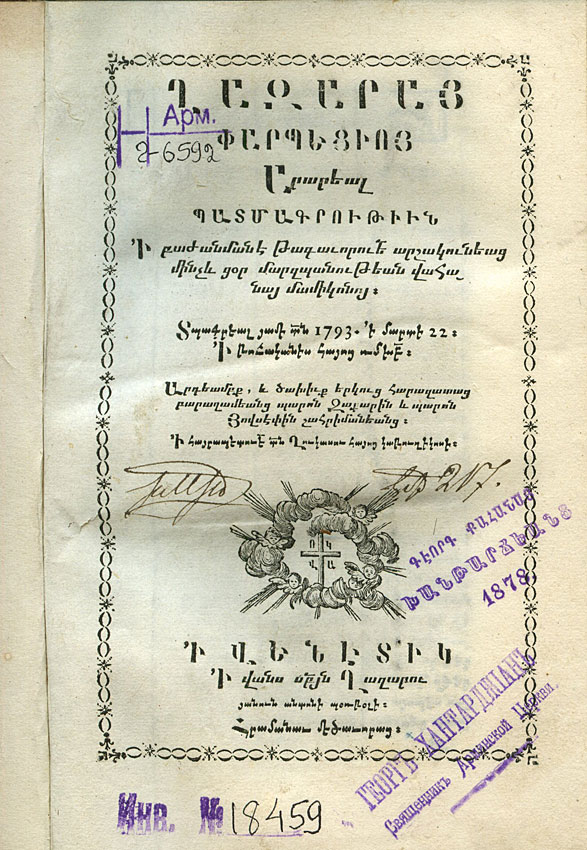
Обложка «Истории Армении» Парпеци 1793 года

Первоначальное образование Парпеци получил у своих знатных родственников. Об этом он сообщает в «Послании», адресованном князю Вагану Мамиконяну. Дальнейшее обучение он продолжил в Византии, откуда вернулся в самый разгар армяно-персидской войны.

## Труды
Книгу «История Армении» Парпеци написал в 490—495 годах, согласно Томсону около 500 году. В качестве источников он использовал исторические труды Агафангела, Фавстоса Бузанда, Корюна, а также многое заимствовал из трудов Мовсеса Хоренаци и Егише.
Первая часть «Истории» освещает историю Армении начиная от раздела армянского государства в 387 году между Византией и Сасанидским Ираном и вплоть до падения династии армянских Аршакидов в Восточной Армении уже в 428 году и смерти католикоса Саака и Месропа Маштоца.
Вторая и третья части «Истории» почти целиком посвящены восхвалению рода Мамиконянов, в особенности полководца Вардана, возглавлявшего войну армян с персами, которого Парпеци описывает как мученика за христианскую веру.
Вслед за Егише Лазарь Парпеци описал восстание армян против персов в 449—451 годах.
История Лазаря Парпеци была переведена на французский язык (в 1843 и 1869 годах) и издавалась на армянском языке в Венеции (в 1793, 1873, 1891 годах) и Тифлисе (1904 и 1907 годах); отдельно Послание Вагану Мамиконяну было опубликовано в Москве в 1853 году и в Петербурге в 1898 году.